# Linochilus
Linochilus es un género de plantas con flores perteneciente a la familia de las asteráceas. Comprende 60 especies válidas.

## Descripción
Subarbustos, arbustos o pequeños árboles de hasta 10 m de altura. Tienen forma de candelabro y cada rama termina en una capitulescencia. Los subarbustos presentan capítulos solitarios, mientras que los arbustos y árboles presentan múltiples cabezas por capitulescencia.

## Distribución y hábitat
Habita en páramos o bosques andinos. Se encuentra en los Andes del Norte, en la Sierra Nevada de Santa Marta y la cordillera de Talamanca. Su distribución abarca los siguientes países: Colombia, Costa Rica, Ecuador y Venezuela.

## Taxonomía
El género Linochilus junto con L. rosmarinifolium y L. floribundum fueron descritos por George Bentham y publicados en Plantae Hartwegianae en fascículos entre 1839 y 1857, basado en colecciones hechas por Karl Theodor Hartweg en América. Al final de la publicación, Bentham en su Emendanda et corrigenda transfirió las dos especies al recientemente publicado género Diplostephium Kunth.
En 1943, José Cuatrecasas Arumí erigió el género monotípico Piofontia basado en P. colombiana que luego transfirió a Diplostephium.
En 2017, Vargas et al demostraron en un estudio filogenético que el género Diplostephium sensu Cuatrecasas es bifiletico, consistiendo de dos clados. Un grupo monofiletico de Diplostephium sensu lato distribuido principalmente en los Andes del Norte y hermano del clado que comprende a Blakiella, Hinterhubera y Laestadia. El segundo clado distribuido principalmente en los Andes Centrales, Diplostephium sensu stricto forma un clado con Parastrephia.
En 2018, Oscar M. Vargas reinstauró el género Piofontia y transfirió a este las especies de Diplostephium del clado de los Andes del Norte.
En 2019, Patricio Saldivia y Oscar M. Vargas realizaron 59 nuevas combinaciones para el género Linochilus, debido a que el este tiene prioridad sobre el género Piofontia. Las 60 combinaciones hechas para Piofontia fueron listadas como sinónimos.

## Especies
A continuación se brinda un listado de todas las especies del género Linochilus aceptadas hasta marzo de 2021, ordenadas alfabéticamente. Para cada una se indica el nombre binomial seguido del autor, abreviado según las convenciones y usos.
- Linochilus alveolatus (Cuatrec.) Saldivia & O.M.Vargas
- Linochilus anactinotus (Wedd.) Saldivia & O.M.Vargas
- Linochilus antioquensis (Cuatrec.) Saldivia & O.M.Vargas
- Linochilus apiculatus (S.F.Blake) Saldivia & O.M.Vargas
- Linochilus bicolor (S.F.Blake) Saldivia & O.M.Vargas
- Linochilus camargoanus (Cuatrec.) Saldivia & O.M.Vargas
- Linochilus cayambensis (Cuatrec.) Saldivia & O.M.Vargas
- Linochilus chrysotrichus (S.Díaz & Restrepo) Saldivia & O.M.Vargas
- Linochilus cinerascens (Cuatrec.) Saldivia & O.M.Vargas
- Linochilus colombianus (Cuatrec.) Saldivia & O.M.Vargas
- Linochilus coriaceus (Cuatrec.) Saldivia & O.M.Vargas
- Linochilus costaricensis (S.F.Blake) Saldivia & O.M.Vargas
- Linochilus crassifolius (Cuatrec.) Saldivia & O.M.Vargas
- Linochilus cyparissias (Wedd.) Saldivia & O.M.Vargas
- Linochilus ellipticus (Cuatrec.) Saldivia & O.M.Vargas
- Linochilus eriophorus (Wedd.) Saldivia & O.M.Vargas
- Linochilus farallonensis (Cuatrec.) Saldivia & O.M.Vargas
- Linochilus floribundus Benth.
- Linochilus fosbergii (Cuatrec.) Saldivia & O.M.Vargas
- Linochilus frontinensis (Cuatrec.) Saldivia & O.M.Vargas
- Linochilus glutinosus (S.F.Blake) Saldivia & O.M.Vargas
- Linochilus grantii (Cuatrec.) Saldivia & O.M.Vargas
- Linochilus heterophyllus (Cuatrec.) Saldivia & O.M.Vargas
- Linochilus huertasii (Cuatrec.) Saldivia & O.M.Vargas
- Linochilus inesianus (Cuatrec.) Saldivia & O.M.Vargas
- Linochilus jaramilloi (Cuatrec.) Saldivia & O.M.Vargas
- Linochilus jenesanus (S.Díaz & M.E.Morales) Saldivia & O.M.Vargas
- Linochilus juajibioyi (Cuatrec.) Saldivia & O.M.Vargas
- Linochilus juliani (Cuatrec.) Saldivia & O.M.Vargas
- Linochilus lacunosus (Cuatrec.) Saldivia & O.M.Vargas
- Linochilus leiocladus (S.F.Blake) Saldivia & O.M.Vargas
- Linochilus micradenius (S.F.Blake) Saldivia & O.M.Vargas
- Linochilus mutiscuanus (Cuatrec.) Saldivia & O.M.Vargas
- Linochilus nevadensis (Cuatrec.) Saldivia & O.M.Vargas
- Linochilus oblongifolius (Cuatrec.) Saldivia & O.M.Vargas
- Linochilus obtusus (S.F.Blake) Saldivia & O.M.Vargas
- Linochilus ocanensis (Cuatrec.) Saldivia & O.M.Vargas
- Linochilus ochraceus (Kunth) Saldivia & O.M.Vargas
- Linochilus parvifolius (S.F.Blake) Saldivia & O.M.Vargas
- Linochilus perijaensis (S.Díaz & G.P.Méndez) Saldivia & O.M.Vargas
- Linochilus phylicoides (Kunth) Saldivia & O.M.Vargas
- Linochilus pittieri (Cuatrec.) Saldivia & O.M.Vargas
- Linochilus rangelii (Cuatrec.) Saldivia & O.M.Vargas
- Linochilus revolutus (S.F.Blake) Saldivia & O.M.Vargas
- Linochilus rhododendroides (Hieron.) Saldivia & O.M.Vargas
- Linochilus rhomboidalis (Cuatrec.) Saldivia & O.M.Vargas
- Linochilus ritterbushii (Cuatrec.) Saldivia & O.M.Vargas
- Linochilus romeroi (Cuatrec.) Saldivia & O.M.Vargas
- Linochilus rosmarinifolius Benth.
- Linochilus rupestris (Kunth) Saldivia & O.M.Vargas
- Linochilus santamartae (Cuatrec.) Saldivia & O.M.Vargas
- Linochilus saxatilis (Cuatrec.) Saldivia & O.M.Vargas
- Linochilus schultzii (Wedd.) Saldivia & O.M.Vargas
- Linochilus tachirensis (V.M.Badillo) Saldivia & O.M.Vargas
- Linochilus tamanus (Cuatrec.) Saldivia & O.M.Vargas
- Linochilus tenuifolius (Cuatrec.) Saldivia & O.M.Vargas
- Linochilus tergocanus (Cuatrec.) Saldivia & O.M.Vargas
- Linochilus venezuelensis (Cuatrec.) Saldivia & O.M.Vargas
- Linochilus violaceus (Cuatrec.) Saldivia & O.M.Vargas
- Linochilus weddellii (S.F.Blake) Saldivia & O.M.Vargas